# 云南省人民代表大会
云南省人民代表大会，简称云南省人大，是中华人民共和国云南省的地方国家权力机关。其常设机构为云南省人民代表大会常务委员会。